# 내재율
내재율(內在律)은 외형율과 다르게 운율을 겉으로 표현하지 않고, 내용 및 표현된 단어에서 느낄 수 있는 운율이다.